# محمد السالم (مغني)
محمد السالم (9 حزيران/يونيو 1987-) مغني عراقي

## حياته الخاصة
ولد في بغداد وعاش في منطقة المنصور وعمل جندي في الصحوة لفتره بسيطة  لكي يقوم بمساعدة أهله على تأمين المصروف بسبب الظروف الاقتصادية الصعبة نتيجة الحرب التي تعرض لها العراق. بدأ الغناء في الحفلات والأعراس الشعبية، لقي الدعم والتشجيع من قبل عائلته. تزوج من سيدة كويتية ولديه ابنته ماسة.[بحاجة لمصدر]

## المهنة
انطلاقته كانت عام 2009 من خلال أغنية الو التي أعاد تسجيلها ثم لاقت نجاح كبير بصوته، ثم غنى أول أغنية له وهي أغنية حباب على الصعيد المحلي العراقي، ثم انتشر بأغنية قلب قلب التي لاقت شهرة، قدم عدة أغاني مثل (المريخ، احنا الشباب مع أمينة وصافيناز، أم الولد) وغنى باللهجة المصرية.

## إصدارات

### ألبومات
- «مزة مصرية» - 2015
- «نعم انته» - 2016
- «أنا البصمة» - 2017
- «محمد السالم 2019» - 2018[6]
- «محمد السالم 2020» - 2020
- «ماسة» - 2022
- «محمد السالم 2023» - 2023

### أغاني منفردة
- «ألو هاي حبيبي» - 2009
- «حباب» - 2009
- «قلب قلب» - 2010
- «بلى بلى» - 2011
- «برافو» - 2011
- «يا لهوي» - 2012
- «نو نو» - 2012
- «حظي المصخم» - 2012
- «المريخ» - 2013
- «أم الولد» - 2013
- «مزة مصرية» (بمشاركة أمينة) - 2014
- «على روحي ابجي» - 2014
- «احسبني طير» - 2014
- «ربيته» - 2015
- «نعم انته» - 2016
- «اجيك النوب والنوب» - 2016
- «الله وياه» (بمشاركة نور الزين) - 2016
- «عيون القلب» - 2016
- «أنا البصمة» - 2017
- «عيب» - 2017
- «يلا يلا» - 2017
- «احنا الشباب» (بمشاركة أمينة وصافيناز) -2017
- «أنا الحبيتك» - 2017
- «أعوف الدنيا» - 2017
- «يا عيارة» - 2017
- «على الخوة» (بمشاركة زيد الحبيب) - 2017
- «أنا الونيت» - 2017
- «أكو فد ناس» (بمشاركة زيد الحبيب) - 2017
- «مو مال أحد» - 2018
- «حتى لبالي» - 2018
- «ويلي عالقلب» - 2018
- ياروحي-2018
- «الجكارة» - 2018
- «لو تشوف» - 2018
- «إضحك» - 2018
- «يا روحي لا تروحليه» - 2018
- «حبنا مات» - 2018
- «دكتور الهوى» - 2018
- «أحلى عشق» - 2018
- «ماريده لوحدي» - 2018
- «مو عيب» - 2018
- «الزمن دار» - 2018
- «مثل مصري» _ 2018
- «يا محمد» _ 2018
- «سربي» _ 2018
- "باي باي _2019
- "اخجل _2019
- "بحبك مقنتع _2019
- "يا ناس _ 2019
- "غزالة. _ 2019
- "ابوية بويا. _ 2019
- "يالعلمتني _ 2019
- "حبايب _ 2019
- "غلتطي _ 2020
- "يا احلى حب _ 2020
- "يمة الشوك _2020
- "حقد بطلو _ 2020
- "منو هذا _ 2020
- "Love you دبي _ 2020
- "جذاب (بمشاركة دافي) _ 2020
- مشتاقلك (تعاون مع هيلي لوف)_2021
- السيادة _ 2021
- ميهمني كلام الناس _ 2021

## وصلات خارجية
- محمد السالم يتحدث عن زواجه وابنته برنامج كلام الناس قناة الشرقية أغسطس 2020